# Vratička mnohoklaná
Vratička mnohoklaná (Botrychium multifidum) je malá kapradina. Je to vytrvalá bylina, která roste na půdách s kyselým pH.

## Popis
Vratička patří mezi vytrvalé byliny. Dorůstá výšky 2–25 cm. Z krátkého podzemního stonku vyrůstají 2–4 listy. Listy se dělí na část sterilní (připomíná list) a část fertilní (připomíná lodyhu). Mladé listy jsou bělavé a chlupaté. Sterilní část listu je 2–3× zpeřená, v obrysu trojúhelníkovitého tvaru. Obsahuje průduchy pouze na rubu listu. Tato masitá část má olivově zelenou až žlutozelenou barvu. Lístky jsou celokrajné až vroubkované, podlouhlé až vejčité, se zřetelnou střední žilkou. Sterilní část se od fertilní odděluje na bázi listu. Fertilní část listu je dlouze řapíkatá a 2–3× zpeřeně větvená. Výtrusnice jsou uloženy ve dvou řadách na spodní straně listu. Jsou přisedlé, žlutozelené a později červenohnědé. Uvnitř uloženy žluté výtrusy.

## Ekologie
Roste na různých substrátech, převážně na kyselých. Typickými biotopy jsou louky, pastviny, vřesoviště, lesy a paseky.

## Rozšíření
Vyskytuje se na severní polokouli. Nachází se ve střední a severní Evropě, zasahuje do východní Francie, severní Itálie a jižních Karpat. Na východě zasahuje po Uralu a na Sibiř. Vyskytuje se i v Severní Americe.
V České republice se vyskytuje na Šumavě, v Krkonoších a Hrubém Jeseníku.

## Ohrožení a ochrana
V České republice donedávna patřila k vyhynulým druhům (A2). V současnosti, z důvodu nalezení nových lokalit výskytu, patří mezi kriticky ohrožené rostliny (C1).